# Banco di Sconto e Sete
Il Banco di Sconto e Sete è stato un istituto di credito italiano attivo nel XIX secolo, nato dall'unione di due banche, la Cassa di Sconto di Torino e il Banco Sete nel 1863.

## Storia
La Cassa di Sconto, rientrava nel piano delineato da Cavour, ovvero la necessità di creare due Banche di sconto da affiancare alla Banca Nazionale. Vennero così fondate la Cassa di Sconto di Torino nel 1853 e quella di Genova nel 1856, anche grazie alla somma di due milioni versata dalla Banca Nazionale.
La Cassa di Sconto di Torino diede inizio alle sue operazioni il 6 febbraio 1856 nella sede di via Santa Teresa 11. Dotata di un capitale di un milione di lire, era autorizzata a scontare effetti di commercio, concedere anticipazioni contro depositi e fondi pubblici e privati. Parallelamente l'istituto poteva anche ricevere somme in conto corrente con e senza interessi ed effettuare incassi e pagamento per conto terzi.
Sulla gestione della Cassa di Sconto poco si sa, ma ebbe subito esiti positivi con un utile netto di circa 35.000 lire e continuò su questa linea anche i due anni successivi. La Cassa era costretta ad una politica attenta volta alla sua affermazione e alla sua conoscenza tra i risparmiatori. Nel corso del 1856 vennero approvati due aumenti di capitale che portarono il fondo sociale a 8 milioni di lire; nel 1857 fece un altro importante cambiamento modificando i propri statuti, d'ora innanzi poteva assumere partecipazioni azionarie. La Cassa di Sconto superò felicemente il periodo più delicato tra il '59 e il ‘62 e così consolidata il 20 maggio 1863 si fuse con il Banco Sete in un nuovo importante istituto di credito, il Banco di Sconto e Sete.
Il Banco Sete fu costituito nel 1856 promosso da un gruppo di banchieri, Defernex, Ogliani, Soldati, Duprè e Ceriana in unione con la Cassa di Sconto di Torino e quella di Genova. Il capitale Sociale era di 4 milioni di lire e le azioni furono ripartite tra i soci fondatori e le due casse; la sede fu stabilita a Torino in via Santa Teresa 11. Il Banco Sete, si concentrava sul campo serico, faceva anticipazioni contro sete grezze e lavorate e concedeva finanziamenti a torcitori e filandieri, inoltre era autorizzato a tenere conti correnti ed emettere obbligazioni.
Nacque quindi nel 1863 sotto il patrocinio dei Rothschild il Banco di Sconto e Sete e si afferma con la Banca di Torino come l'istituto di credito mobiliare più importante del Piemonte e dell'Italia.
Il Banco di Sconto e Sete, con una tradizione di disimpegno finanziario fu considerata più una banca d'affari che una banca d'investimento. Per un certo periodo dopo la riduzione di capitale da 30 milioni di lire a 12 milioni dovuta al fallimento della Società Canali Cavour, la banca intraprese una politica lontana dalle avventure mobiliari.
Nel corso degli anni '80 la politica imprenditoriale mutò ed il Banco cambiò i suoi orizzonti, iniziarono a comparire nel portafoglio alcune marginali partecipazioni di imprese di servizi ed altri investimenti più consistenti in svariati settori, non in grado però di garantire l'effettivo controllo delle varie aziende. Il Banco investì massicciamente nella Società Anonima della Ferrovia Centrale e tranvie del Canavese, nato in risposta alle esigenze commerciali della Manifattura di Rivarolo e San Giorgio Canavese.
Sempre maggiore importanza assunse nel portafoglio del Banco Sconto e Sete l'impegno nell'edilizia; in pochi anni furono acquistate in numero sempre più consistente azioni della Banca Tiberina, fortemente coinvolta nella speculazione capitolina, tanto che si accusò il consiglio di aver realizzato una fusione all'insaputa dell'assemblea.
Durante gli anni ottanta, la strategia operativa del Banco Sconto e Sete dimostrò scarsa attenzione alla dimensione produttiva delle iniziative finanziate, orientandosi soltanto verso il settore edilizio immobiliare.
Nel corso del 1892, dopo il crollo della finanza piemontese, il Banco Sconto e Sete, travolto da una grave crisi edilizia, dovette cessare l'attività.